# Todor Todorov
Todor Jordanov Todorov (in bulgaro Тодор Йорданов Тодоров?; 28 gennaio 1948) è un ex sollevatore bulgaro che ha gareggiato nella categoria dei pesi piuma (fino a 60 kg.).

## Carriera
Nel 1976 vinse la medaglia d'argento ai Campionati europei di Berlino Est con 280 kg. nel totale, battuto dal sovietico Nikolaj Kolesnikov (282,5 kg.).
Qualche mese dopo partecipò alle Olimpiadi di Montréal 1976, dove era uno dei favoriti per le medaglie, non riuscendo però a classificarsi per aver fallito i tre tentativi di ingresso nella prova di strappo.
Dopo il ritiro dall'attività agonistica si dedicò a quella di allenatore di sollevamento pesi presso un club di Veliko Tărnovo.